# Ferrara (provins)
Provinsen Ferrara (it. Provincia di Ferrara) er en provins i regionen Emilia-Romagna i det nordlige Italien. Ferrara er provinsens hovedby.
Der var 344.323 indbyggere ved folketællingen i 2001.

## Geografi
Provinsen Ferrara grænser til:
- i nord mod Lombardiet (provinsen Mantova) og Veneto (provinsen Rovigo),
- i øst mod Adriaterhavet,
- i syd mod provinserne Ravenna og Bologna og
- i vest mod provinsen Modena.

## Kommuner
- Argenta
- Bondeno
- Cento
- Codigoro
- Comacchio
- Copparo
- Ferrara
- Fiscaglia
- Goro
- Jolanda di Savoia
- Lagosanto
- Masi Torello
- Mesola
- Ostellato
- Poggio Renatico
- Portomaggiore
- Riva del Po
- Terre del Reno
- Tresignana
- Vigarano Mainarda
- Voghiera

44°50′42″N 11°37′58″Ø / 44.845°N 11.632777777778°Ø